# Pieter Kuijpers
Pour les articles homonymes, voir Kuijpers.
Pieter Kuijpers, né le 30 juillet 1968 à Tegelen, est un réalisateur, producteur et scénariste néerlandais.

## Biographie
Pieter Kuijpers naît en 1968 à Tegelen.
Après avoir réalisé des courts métrages comme Darkling en 1995 (de 16 min), il se lance dans des films plus longs dans les années 2000, notamment Van God Los (Godforsaken) sorti en 2003, qui a reçu un FIPA d'or de la meilleure interprétation masculine, en fiction, à Biarritz, début 2018 pour l'interprétaion de l'acteur Tobias Kersloot. Un thriller basé en partie sur des faits réels dans le Limbourg, sa région natale, thème également d'une publication. mPuis il intervient comme producteur de films et séries télé.
Il fait ses débuts au théâtre en 2018.

## Filmographie

### Réalisateur
- 1995 : Darkling.
- 2003 : The Archives
- 2003 : Godforsaken (en) (Van God Los)
- 2005 : Off Screen (nl)
- 2005 : Gruesome School Trip
- 2007 : Dennis P. (nl)[5]
- 2008 : Nothing to Lose (nl) (TBS)
- 2010 : Johan Primero (nl)
- 2012 : Manslaughter (nl) (Doodslag)
- 2013 : L'amour est la parole (nl)[6]
- 2016 : Riphagen[7]

### Producteur et scénariste
- 1997 : Elvis Lives! de Marcel Visbeen
- 2006 : Absolutely Afro de Dorothée Van Den Berghe
- 2009 : Het Sinterklaasjournaal: De Meezing Moevie de Rita Horst et Dennis Bots
- 2010 : Johan1 de Johan Kramer
- 2012 : De ontmaagding van Eva Van End de Michiel ten Horn
- 2014 : Bloedhond de Mees Peijnenburg
- 2014 : Geen koningen in ons bloed de Mees Peijnenburg
- 2014 : Scrap Wood War de Margien Rogaar
- 2014 : Aanmodderfakker de Michiel ten Horn
- 2014 : Boys de Mischa Kamp
- 2015 : Weg Met Willem de Willem Bosch
- 2016 : Import d'Ena Sendijarević
- 2016 : Mister Coconut de Margien Rogaar
- 2017 : Quality Time de Daan Bakker

## Livre
- 2003 : Van god los : co-écrit avec Paul Jan Nelissen

## Distinctions
- 2003 : Prix du meilleur réalisateur et meilleur scénario pour Van God Los au Festival du cinéma néerlandais d'Utrecht[8]
- 2012 : Nommé en tant que meilleur réalisateur pour Hemel op Aarde au Festival du cinéma néerlandais d'Utrecht
- 2013 : Nommé pour  Doodslag au Festival international de télévision de Shangaï